# Поток (интуиционизм)
Пото́к — одно из основных понятий интуиционистской математики.

## Определение
Поток {\displaystyle M} определяется как совокупность двух законов {\displaystyle \Lambda _{M}} и {\displaystyle \Gamma _{M}}, называемых законом потока и дополнительным законом соответственно. Закон потока {\displaystyle \Lambda _{M}} делит кортежи натуральных чисел на допустимые и недопустимые и должен обладать следующими свойствами:
1. Пустой кортеж {\displaystyle \langle \rangle } является допустимым.
2. Для любого допустимого кортежа {\displaystyle \langle a_{1},\ldots ,a_{n}\rangle } найдётся по меньшей мере одно натуральное число {\displaystyle k}, для которого кортеж {\displaystyle \langle a_{1},\ldots ,a_{n},k\rangle } также будет допустимым.
3. Для любого допустимого кортежа вида {\displaystyle \langle a_{1},\ldots ,a_{n},k\rangle } кортеж {\displaystyle \langle a_{1},\ldots ,a_{n}\rangle } также является допустимым.

Дополнительный закон {\displaystyle \Gamma _{M}} сопоставляет допустимым кортежам произвольные математические объекты.
Свободно становящиеся последовательности натуральных чисел {\displaystyle \{a_{k}\}_{k=1}^{\infty }}, для которых при любом {\displaystyle n} кортеж {\displaystyle \langle a_{1},\ldots ,a_{n}\rangle } является допустимым по закону потока {\displaystyle M}, называются допустимыми свободно становящимися последовательностями. Отвечающие им последовательности {\displaystyle \{\Gamma _{M}(a_{k})\}_{k=1}^{\infty }} (где {\displaystyle \Gamma _{M}} — дополнительный закон потока {\displaystyle M}) называются элементами потока {\displaystyle M}.
Образно поток может быть представлен как дерево, из каждой вершины которого выходит по меньшей мере одна ветвь, и на каждую вершину которого «навешен» тот или иной математический объект. Допустимые свободно становящиеся последовательности натуральных чисел можно представлять в виде бесконечных путей в таком дереве.

## Применение в интуиционистской математике
На понятии потока основаны многие конструкции интуиционистского анализа. Так, континуум {\displaystyle [0,1]} нередко рассматривается в интуиционистской математике как следующий поток рациональных отрезков:
1. допустимыми по закону потока считаются кортежи, все элементы которых равны {\displaystyle 1} или {\displaystyle 2};
2. если допустимому кортежу {\displaystyle \langle a_{1},\ldots ,a_{n}\rangle } дополнительным законом сопоставлен отрезок {\displaystyle [a,b]}, то кортежу {\displaystyle \langle a_{1},\ldots ,a_{n},1\rangle } сопоставляется отрезок {\displaystyle [a,(a+b)/2]}, а кортежу {\displaystyle \langle a_{1},\ldots ,a_{n},2\rangle } — отрезок {\displaystyle [(a+b)/2,b]}.

Элементы этого потока считаются вещественными числами, лежащими на отрезке {\displaystyle [0,1]}.

## Запирающие условия и бар-индукция
Пусть {\displaystyle {\mathcal {K}}} — некоторое условие, накладываемое на допустимые кортежи. Такое условие называется запирающим поток, если для любой допустимой по закону потока свободно становящейся последовательности {\displaystyle \{a_{n}\}_{n=1}^{\infty }} найдётся номер {\displaystyle n}, для которого кортеж {\displaystyle \langle a_{1},\ldots ,a_{n}\rangle } удовлетворяет условию {\displaystyle {\mathcal {K}}}. В интуиционистской математике считается приемлемым следующий способ умозаключения:
| Пусть условие {\displaystyle {\mathcal {K}}} запирает поток {\displaystyle M}, и пусть условие {\displaystyle {\mathcal {T}}}, накладываемое на допустимые кортежи потока {\displaystyle M}, обладает следующими свойствами: 1. Любой допустимый кортеж, удовлетворяющий условию {\displaystyle {\mathcal {K}}}, удовлетворяет условию {\displaystyle {\mathcal {T}}}. 2. Если все допустимые кортежи вида {\displaystyle \langle a_{1},\ldots ,a_{n},k\rangle } удовлетворяют условию {\displaystyle {\mathcal {T}}}, то допустимый кортеж {\displaystyle \langle a_{1},\ldots ,a_{n}\rangle } также удовлетворяет условию {\displaystyle {\mathcal {T}}}. В таком случае пустой кортеж удовлетворяет условию {\displaystyle {\mathcal {T}}}. |

Такой способ умозаключения называется бар-индукцией.
Одним из характерных примеров применения бар-индукции является принадлежащая Л. Э. Я. Брауэру теорема о веере:
| Если поток {\displaystyle M} финитарен (то есть из каждой его вершины выходит лишь конечное число ветвей) и условие {\displaystyle {\mathcal {K}}} запирает поток {\displaystyle M}, то найдётся такое натуральное число {\displaystyle N}, что для любой допустимой свободно становящейся последовательности {\displaystyle \{a_{k}\}_{k=1}^{\infty }} найдётся удовлетворяющий условию {\displaystyle {\mathcal {K}}} кортеж {\displaystyle \langle a_{1},\ldots ,a_{n}\rangle } со свойством {\displaystyle n<N}. |

В теоретико-множественной математике аналогичное утверждение известно под именем «лемма Кёнига о бесконечном пути».